# Кайзер Чифс (футбольний клуб)
Кайзер Чифс (англ. Kaizer Chiefs Football Club) — один з найтитулованіших футбольних клубів ПАР з міста Йоганнесбург.

## Досягнення
- Володар Кубка володарів кубків КАФ — 1: 2001
- Чемпіон ПАР — 11: 1974, 1976, 1977, 1979, 1981, 1984, 1989, 1991, 1992, 2004, 2005
- Володар Кубка ПАР — 4: 2002, 2004, 2005, 2007